# Premier (Canada)
Nelle province e territori del Canada, il primo ministro o premier è il capo del governo. Ci sono quindi 10 premier provinciali e tre territoriali.
I premier provinciali e territoriali portano il titolo “The Honourable” mentre sono in carica.

## Nome
In francese, i capi dei governi provinciali, territoriali e federali portano tutti il titolo di “premier ministre”. In inglese, i termini "Prime Minister" e, in modo meno formale, "Premier", potrebbero in precedenza essere applicati a tutti i capi di governo, ma oggi "Prime Minister" è riservato al Primo ministro federale e "First Minister" si riferisce a un premier provinciale o territoriale. "First Ministers" è usato per riferirsi a tutti i primi ministri del Canada.
Tuttavia, le versioni inglesi delle pubblicazioni del governo del Quebec usano "Prime Minister" per tutti i primi ministri.

## Ruolo
La carica di Primo ministro non è menzionata nella Legge costituzionale del 1867, sebbene al momento della sua scrittura l'esistenza dell'ufficio sia già una convenzione costituzionale consolidata nel sistema Westminster. Da allora, alcune province hanno adottato una legislazione che specifica l'esistenza o il ruolo del premier, come la Legge sull'esecutivo del Quebec o il Constitution Act della Columbia Britannica.
D'altra parte, la Costituzione specifica l'esistenza nelle province di un consiglio esecutivo incaricato di consigliare il luogotenente governatore nelle province ed i commissari nei territori nell'esercizio del potere esecutivo. Infatti, in base al principio del governo responsabile applicato in Canada a partire dal 1850, sono i ministri - membri del consiglio esecutivo, che esercitano questo potere e il Primo ministro ha il titolo di Presidente del Consiglio esecutivo (a differenza del governo federale in cui generalmente non è il Primo Ministro a essere Presidente del Consiglio privato).
Il luogotenente governatore o il commissario nomina il primo ministro, il quale è membro della legislatura provinciale o territoriale che più probabilmente godrà della fiducia della camera. Di solito è il leader del partito con il maggior numero di seggi. In tutti e tre i territori il primo ministro è nominato dal commissario. Nei Territori del Nord-Ovest e nel Nunavut non ci sono partiti politici e il premier viene nominato su proposta del legislatore sotto un consensus government. I primi ministri sono i leader dei rispettivi partiti politici, il che significa che se vengono messi in minoranza nel loro partito, si dimettono anche da capi di governo. I premier propongono al Luogotenente governatore i nomi degli altri membri del loro governo. Rappresentano la loro provincia nelle conferenze intergovernative e, più recentemente, all'interno del Consiglio della federazione. 

## Elenco
| Premier                                 |
| --------------------------------------- |
| Premier dell'Alberta                    |
| Premier della Columbia Britannica       |
| Premier dell'Isola del Principe Edoardo |
| Premier del Manitoba                    |
| Premier del Nunavut                     |
| Premier della Nuova Scozia              |
| Premier del Nuovo Brunswick             |
| Premier dell'Ontario                    |
| Premier del Québec                      |
| Premier del Saskatchewan                |
| Premier di Terranova e Labrador         |
| Premier dei Territori del Nord-Ovest    |
| Premier dello Yukon                     |